# Synomelix faciator
Synomelix faciator är en stekelart som beskrevs av Idar 1983. Synomelix faciator ingår i släktet Synomelix och familjen brokparasitsteklar. Arten är reproducerande i Sverige. Inga underarter finns listade i Catalogue of Life.